# Planterigets systematik
| Biologisk klassifikation                                                             |
| ------------------------------------------------------------------------------------ |
| Domæne Rige Række / Division Klasse Orden Familie Tribus Slægt Art Underart Varietet |

Planterigets systematik er den botaniske disciplin hvor forskellige typer af planter grupperes i arter, slægter, familier, ordner osv.
Traditionelt opdelte man før i tiden alt levende i Dyreriget (Animalia) og Planteriget (Plantae). I denne opdeling havde man en rimelig klar forståelse af hvad der definerede et dyr, mens alt andet placeredes i planteriget – herunder f.eks. svampe og bakterier.
I dag ved man at denne opdeling er alt for simpel – en erkendelse man er kommet frem til via en række forskellige videnskabelige discipliner, ikke mindst genetikken. Opdelingen af forskellige slags planter i f.eks. familier, slægter og arter er en disciplin der hedder Botanisk taksonomi. Den har sit ophav i Linnés omfattende observationer og systematisering, Darwins teorier om arternes oprindelse og Mendels teorier om den moderne arvelighedslære – samt naturligvis en meget lang række andre bidragydere. 
Den botaniske taksonomi er således flere hundrede år gammel og derfor også præget af den tids opfattelse af at "alting" kunne indordnes i et sirligt ordnet system – en opfattelse der har sin rod helt tilbage i antikken.
I dag ved man at heller ikke denne opfattelse holder vand – hvor det i et område kan give mening med præcist afgrænsede slægter og arter, er der andre område hvor man må ty til overslægter, underslægter, kohorter, overarter og en lang række andre "ekstra" begreber. Men benytter derfor i stadig stigende grad en helt anderledes måde at gruppere på kaldet fylogenetisk systematik hvor "alt levende" indordnes i en mere fri struktur i form af et træ. På engelsk ses ofte den poetiske betegnelse "Livets træ" om dette diagram.
Disse to måder at gruppere på skal imidlertid ses som supplementer snarere end konkurrenter. Hvilket system man bruger afhænger af synsvinkel og område og begge har stor praktisk betydning. Den fylogenetiske systematik anvendes især i de højere lag (fra klasse og op), samt hvor man har fokus på nedstamning. Den botaniske taksonomi anvendes typisk i de fleste andre tilfælde, herunder kommercielt, både indenfor havebrug, landbrug og skovbrug.

## De øverste taksonomiske niveauer
| Portal | Portal:Botanik |

Alt levende inddeles i dag i 3 domæner
- Bakterier (Bacteriae) – også kaldet Eubacteria
- Arker (Archaea) – også kaldet Archaeabacteria
- Eukaryoter (Eucaryota) – som omfatter alle de organismer der består af celler med cellekerne, herunder Dyr, Svampe og Planter

Herunder kommer forskellige grupperinger der ofte ses benævnt f.eks. "underdomæne" eller "overrige" – men i den fylogenetiske systematik er disse betegnelser ikke i sig selv relevante og indenfor den botaniske taksonomi anvendes de kun sparsomt og ofte inkonsekvent.
Eukaryoter opdeles i 2 grupper
- Unikonta – organismer bestående af celler med 1 (eller ingen) flageller
  - Amoebozoa
  - Opisthokonta der bl.a. omfatter Dyreriget og Svamperiget samt forskellige protister
- Bikonta – organismer bestående af celler med 2 flageller
  - Omfatter bl.a. planter og alger

## Bikonta
Bikonta, der kunne betegnes "underdomæne" omfatter alle de organismer som man typisk ville opfatte som planter eller planteagtige, herunder de egentlige planter og alle former for alger – med 3 undtagelser
Blågrønalger der slet ikke er alger – en mere korrekt betegnelse er cyanobakterier; de hører til domænet Bacteria
Svampe der til trods for at de stikker op af jorden egentlig ikke er særligt planteagtige. De hører til underdomænet unikonta.
Laver der er symbiotiske organismer mellem alger og svampe, altså halvt unikonta og halvt bikonta
Underinddelingen af bikonta er der ikke enighed om – der findes en lang række forskellige opdelinger, herunder gives et eksempel på en mulig opdeling (fra en:Bikont)
- Apusozoa – (Encellede) En stor gruppe protozoer
- Rhizaria – (Encellede) Cercozoa, Foraminifera, Radiolaria
- Excavata – (Encellede)
- Archaeplastida – Rødalger, grønalger, egentlige planter
- Chromalveolata – Brunalger, gulalger (tang), kiselalger m.v.

## Alger og egentlige planter
Archaeplastida og Chromalveolata omfatter tilsammen alle former for alger – i alle farver og størrelser – og de egentlige planter. Opdelingen betyder at der er nogen alger der er mere beslægtede med landplanter end med visse af de andre alger. Dette er ikke overraskende grønalgerne, men måske mere overraskende også rødalgerne.
Opdelingen ser således ud – og for Archaeplastida er der ret bred konsensus om denne opdeling.
- Archaeplastida
  - Rødalger (Rhodophyta)
  - Glaucophyta – mikroskopiske grønne alger
  - Planter (Plantae eller Viridiplantae eller Chloroplastidae)
- Chromalveolata
  - Alveolata – mikroskopiske organismer herunder ciliater og dinoflagellater
  - Chromista
    - Haptophyta – mikroskopiske ikke-grønne alger
    - Cryptophyta – mikroskopiske ikke-grønne alger
    - Stramenopila – brunalger, gulalger, gulgrønalger, kiselalger m.fl.

Betegnelser som alger eller tang ses derfor at være "falske" grupper på samme måde som f.eks. skaldyr der omfatter både muslinger, snegle og krebsdyr eller grøntsager der omfatter både frugter som f.eks. tomat og rødder som f.eks. gulerod. Sådanne betegnelser er relevante for at vi som mennesker kan beskrive hvad vi ser ud fra form og farve alene, men de har ikke nogen rolle i hverken den botaniske taksonomi eller den fylogenetiske systematik.

## Archaeplastida
Archaeplastida er det højeste niveau som man i dag kunne finde på at kalde "planteriget". Stramenopila regnes i dag aldrig med i planteriget, mens rødalger og Glaucophyta nogle gange gør. I så fald regnes både rødalger og glaucophyta enten som divisioner eller evt. som underriger. Undertiden ses også underriget Biliphyta med Rhodophyta som eneste division.
En grængs underinddeling af archaeplastida ser således ud:
- Archaeplastida
  - Rødalger (Rhodophyta)
  - Glaucophyta – mikroskopiske grønne alger
  - Planter (Plantae eller Viridiplantae eller Chloroplastidae)
    - Stængelplanter
    - Grønalger
    - Charofytter (Charophyta) – omfatter bl.a. Kransnål-alger

Hertil er flere bemærkninger:
- Grupper som Stængelplanter eller Grønalger tildeles normalt det taksonomiske niveau "underrige" eller evt. "overdivision"
- Charofytter medregnes nogen gange til Plantae, andre gange grupperes Charophyta og Plantae sammen i Streptophyta.
- Rødalgerne er den eneste gruppe der primært hører til i saltvand. De andre grupper hører primært til i ferskvand og har blot nogle få arter der hører til i saltvand.[1]

## Planteriget
For overblikkets skyld inkluderes her en liste der viser planterigets placering fra toppen og ned
- Eukaryoter (Eucaryota) – som omfatter alle de organismer der består af celler med cellekerne, herunder Dyr, Svampe og Planter
  - Unikonta – organismer bestående af celler med 1 (eller ingen) flageller
    - Amoebozoa
    - Opisthokonta der bl.a. omfatter Dyreriget og Svamperiget samt forskellige protister

  - Bikonta – organismer bestående af celler med 2 flageller
    - Chromalveolata
      - Alveolata – mikroskopiske organismer herunder ciliater og dinoflagellater
      - Chromista
        - Stramenopila – brunalger, gulalger, gulgrønalger, kiselalger m.fl.

    - Archaeplastida
      - Rødalger (Rhodophyta)
      - Glaucophyta – mikroskopiske grønne alger
      - Planter (Plantae eller Viridiplantae eller Chloroplastidae)
        - Stængelplanter
        - Grønalger
        - Charofytter (Charophyta) – omfatter bl.a. Kransalger

I en alternativ opdeling er Charophyta splittet op og Kransalge-klassen inkluderet i Viridiplantae mens resten af Charophyta er indlemmet i grønalgerne. Dette er udtryk for nogen usikkerhed omkring slægtskabet mellem Stængelplanter og Grønalger. Den dominerende opfattelse er at Kransalge-klassen er den type nulevende alger der står de nulevende stængelplanter nærmest. Ser man indenfor stængelplanter er opfattelsen derimod at det er Levermosserne der står algerne nærmest blandt de nulevende planter, og levermosser ligner – i hvert fald ved første øjekast – mere nogen af de mere primitive grønalger.

### Moderne systematik
Ifølge den en moderne systematik for Eukaryoterne, der er udarbejdet af Adl m.fl i 2005 regnes arter af grønalger og rødalger ikke længere for at høre til hos planterne. Dermed svarer ”planterne” til embryofytterne, og de omfatter altså mosserne og karplanterne.

#### Ydre systematik (uden for planteriget)
Man har længe formodet, at planterne var i slægt med grønalgerne på grund af fælles fotosyntesepigmenter og polysaccharider. Visse grønalger danner som Kransalgerne et væv, der indhyller deres ægceller. Ved sammenligning af DNA-sekvenser viste det sig da også, at disse Charales er de nærmeste, levende slægtninge til planterne. Et kladogram ser derfor sådan ud:
```
        ┌──── Planter
    ┌───┤ 
────┤   └──── 
Kransalger
 (Charales)
    │   
    └──────── 
Charofytter
```

Den ofte fremsatte påstand, at der skulle være flere afstamningslinjer fra algerne til planterne, viste sig allerede ud fra morfologiske studier at være usandsynlig. Den har næppe længere nogen tilhængere, og den støttes heller ikke ved molekylærbiologiske undersøgelser.

#### Indre systematik (i planteriget)
De nutidige (dvs. ikke-uddøde) medlemmer af planternes gruppe danner fire tydeligt adskilte undergrupper. Både morfologiske og molekylærbiologiske studier viser en monofyletisk opdeling i: Levermosser, mosser, hornblade og karplanter. Disse fire undergruppers stilling i forhold til hinanden er ikke endegyldigt afklaret, men der tegner sig dog følgende kladogram over de sandsynlige slægtskabsforhold:
```
               ┌──── 
Karplanter
 
           ┌───┤ 
      ┌────┤   └──── 
Hornblade

      │    │   
──────┤    └──────── 
Mosser

      │ 
      └───────────── 
Levermosser
```

Hornbladene er ifølge dette en søstergruppe til karplanterne. Ud over molekylærbiologiske undersøgelser viser flere ejendommelige træk hos hornbladene i forhold til de andre mosser hen til det nære slægtskab med karplanterne: Hornbladenes sporofytter er forholdsvis store, længelevende og fotosyntetisk aktive, altså relativt selvstændige. Dermed indtager de en position mellem de andre mosser med deres sporofytter, der er afhængige af gametofytterne, og karplanterne med deres fuldstændigt uafhængige sporofytter.

## Stængelplanter
Stængelplanterne opdeles i 4 grupper
- Levermosser
- Hornblade
- Mosser
- karplanter

Levermosser, hornblade og mosser er primitive planter hvor gametofyt-generationen er dominerende, mens det hos karplanterne er sporofyt-generationen. Mosserne har heller ingen rødder og adskiller sig på flere andre områder fra karplanterne. Karplanterne på den anden side er den gruppe vi opfatter som "normale planter" med rødder, stængler, blade o.s.v – gruppen omfatter træer, buske, urter, stauder, græsser osv.
Levermosserne anses for at være de mest primitive – har er blot et thallus frem for f.eks. blade og stængel. Derimod er der ikke enighed om det er mosser eller hornblade der står nærmest karplanterne.

## Karplanter
Karplanterne opdeles i 5 grupper. De første 4 var tidligere grupperet sammen under navnet Karsporeplanter da de formerer sig mned sporer ligesom alger og mosser, frem for med frø. Men denne gruppering viste sig at være unaturlig og er nu lagt på hylden. Ulvefodsplanterne og Psilotopsida anses for at være de karplanter der står mosserne nærmest. Bregnerne er den gruppe der står frøplanterne nærmest.
- Ulvefodsplanter – den ældste nulevende gruppe af karplanter
  - Brasenføde-klassen
  - Ulvefod-klassen
  - Dværgulvefodsplanter
- Psilotopsida – små buskagtige planter fra de tørrere tropiske områder. De formerer sig ved sporer ligesom bregner, har ingen blade og ingen egentlige rødder og betragtes generelt som meget primitive.
  - 1 undergruppe
- Padderokplanter
  - 1 undergruppe
- Bregner
  - Utallige undergrupper
- Frøplanter
  - Utallige undergrupper

## Frøplanter
Frøplanterne opdeles i 5 divisioner. De første 4 var tidligere grupperet sammen under navnet Nøgenfrøede, men denne gruppering viste sig at være unaturlig og er nu lagt på hylden.
- Tempeltræ
  - 1 art!
- Gnetophyta
  - 3 undergrupper
- Koglepalme
  - 1 undergruppe
- Nåletræer
  - Flere familier
- Dækfrøede planter
  - 2 klasser (Enkimbladede og Tokimbladede)

Grupperne af karplanter, bortset fra gruppen frøplanter, og grupperne af frøplanter betragtes alle som hørende til det taksonomiske niveau Division, der ofte er det højeste beskrevne niveau under planteriget. En pudsighed er at de fleste af disse divisioner er ret artsfattige, eller måske har mange arter men de forekommer i ganske få familier og er temmelig ens. Nogle få divisioner har til gengæld en meget stor diversitet med mange arter fordelt på mange familier.
De mest artsfattige divisioner er Tempeltræ (frøplante) med kun én nulevende art, og Psilotopsida (sporeplanter) med kun to nulevende arter.
Lidt mere diversitet, fordelt på ret få slægter, finder man hos Ulvefodsplanter, Padderokplanter, Gnetophyta og Koglepalme.
Ret stor diversitet findes hos Bregner og Nåletræer – der da også er de mest kendte divisioner af navn – alle har set eller hørt om en bregne eller et grantræ.
Størst er diversiteten hos de Dækfrøede planter! Her findes 100'vis af familier, 1000'vis af slægter og et meget stort antal arter der langt overgår antallet af arter i de andre divisioner. Og bortset fra nåletræer der giver vigtigt tømmer, er det også blandt de dækfrøede at man finder praktisk taget alle arter af nogen økonomisk betydning. Løvtræer hører til her, græs-familien der omfatter alle former for korn, alle frugter og praktisk taget alle grøntsager samt langt de fleste prydplanter findes i denne gruppe. For det store flertal er det derfor denne type planter der opfattes som den arketypiske plante – og det er da også kun her vi finder alle de karaktertræk som man normalt forbinder med planter: Rødder, stængler, blade, blomster og frugter. Og i de andre divisioner mangler et eller flere af disse karakterer.